# CB Gran Canaria
Der Club Baloncesto Gran Canaria ist ein spanischer Basketballverein aus Las Palmas de Gran Canaria auf den Kanarischen Inseln, der in der Liga ACB spielt. Seine Heimspiele bestreitet die erste Mannschaft in der Gran Canaria Arena.

## Geschichte
Der Basketballverein Club Baloncesto Gran Canaria wurde im Jahre 1963 als Colegio Claret, einem Sportverein der Claretinerschule in Las Palmas de Gran Canaria, gegründet. Er spielte von 1962/63 bis 1983/84 zunächst in der Segunda Division, also der spanischen zweiten Liga, sowie in anderen unterklassigen Divisionen. In der Saison 1984/85 gelang der ersten Mannschaft der Aufstieg in die Liga ACB, der höchsten spanischen Spielklasse. Der Verein verabschiedete daraufhin am 22. August 1985 ein neues Statut und machte sich unter dem Namen Claret Club Baloncesto selbständig. In der Folge etablierten sich die Kanaren für einige Zeit als Fahrstuhlmannschaft, die sich nie länger als zwei Saisons in Folge in der Liga ACB halten konnte, jedoch zumeist schnell wieder den Aufstieg erreichte. 1988 erfolgte die Umbenennung in CB Gran Canaria.
Die Saison 1994/95 beendete CB Gran Canaria als Meister der zweiten Division und stieg zum insgesamt vierten Mal in die Liga ACB auf, aus der man bislang nicht mehr abgestiegen ist. In der Saison 2000/01 nahm CB Gran Canaria erstmals an einem internationalen Bewerb teil, beim Korać-Cup schied die Mannschaft in der zweiten Runde aus. 2003/04 war der Klub erstmals für den ULEB Cup startberechtigt, bei bislang acht Teilnahmen am zweithöchsten europäischen Vereinsbewerb gelang den Kanaren 2009/10 das beste Resultat, als die Mannschaft erst im Viertelfinale an Panellinios Athen scheiterte.
In der Saison 2012/13, in der das Team den Grunddurchgang auf dem siebten Platz beendete, glückte durch ein überraschendes 2:1 gegen Laboral Kutxa zum ersten Mal in der Vereinsgeschichte der Einzug ins Halbfinale der spanischen Meisterschaft. Dort scheiterten die Kanaren mit 0:3 am FC Barcelona. Aus finanziellen Gründen verzichtete der Klub auf eine Teilnahme am Eurocup 2013/14, für den das Team startberechtigt gewesen wäre.
Im Eurocup 2014/15 nahm man hingegen am Eurocup teil und stieß bis ins Finale vor, wo man den Russen von BK Chimki unterlag.
In der Saison 2017/18 konnte man sich erstmals für die Teilnahme an der EuroLeague in der Saison 2018/19 qualifizieren.
Im EuroCup 2022/23 gewann der CB Gran Canaria in eigener Halle mit 71:67 gegen Türk Telekom aus Ankara das Finale und seinen ersten internationalen Titel. Mit dem Sieg erhielten sie einen Startplatz in der EuroLeague 2023/24.

## Erfolge
- Spanischer Supercup: 2016
- EuroCup: 2023

## Namen
Im Laufe der Geschichte trug der Club aufgrund wechselnder Sponsoren unterschiedliche Namen.
- Colegio Claret (1963–1985)
- Claret Las Palmas (1985–1988)
- Club Baloncesto Gran Canaria (1988–1999)
- Canarias Telecom (1999–2002)
- Auna Gran Canaria (2002–2004)
- Club Baloncesto Gran Canaria (2004–2005)
- Gran Canaria Grupo Dunas (2005–2007)
- Kalise Gran Canaria (2007–2009)
- Gran Canaria 2014 (2009–2012)
- Herbalife Gran Canaria (2012–2021)
- Club Baloncesto Gran Canaria (2021–2023)
- Dreamland Gran Canaria (seit 2023)

## Bekannte Spieler
| - Michael Bramos - Pat Burke - Nik Caner-Medley - Jaycee Carroll - Vladimir Dašić - Carl English - Joel Freeland - Jens-Uwe Gordon - Marcus Goree - Venson Hamilton | - Adam Harrington - Kornél Dávid - Kirk Penney - Sitapha Savané - Blagota Sekulić - Ime Udoka - Fran Vázquez - Jackson Vroman - Charles Judson Wallace - Kennedy Winston |